# August Karl Krziž
August Karl Krziž (1814. − 1886.), češki topnički časnik i kartograf u službi Austrijskog Carstva.
A. K. Krziž bio je članom stručne skupine koju je ranih 1850-ih godina u Iran pozvao Amir Kabir, veliki vezir u službi kadžarske dinastije. Ovo društvo znanstvenika predstavljalo je neslužbeno austrijsko poslanstvo s obzirom na to da je carski dvor u Beču pokušavao izbjeći privid jačanja političkog utjecaja u Jugozapadnoj Aziji. Krziž je predavao na vojnom odsjeku „Kuće znanosti” (perz. Dar al-Fonun; preteča Teheranskog sveučilišta), a 1857. godine zadužen je s dvojicom iranskih studenata za izradu preciznog zemljovida grada Teherana. Zemljovid je na perzijskom jeziku, u mjerilu 1:2880 odnosno na veličini papira 92 x 76 cm, a prikazuje stare fortifikacije dužine od sedam kilometara, šest gradskih vrata, kraljevsku citadelu (perz. Arg), trgovačko središte (veliki bazar), te tri gradska kotara.
A. K. Krziž iz Irana se vratio s kvalitetnim astrolabima koje su njegovi suvremenici kupovali i po pojedinačnoj cijeni od 50 dukata. Danas se zajedno s liječnikom J. E. Polakom smatra jednim od najznačajnijih osoba koje su pridonijele poznavanju Irana u Srednjoj Europi tijekom 19. stoljeća.

## Poveznice
- Povijest kartografije